# MIST
L'acronimo MIST è usato in economia internazionale per indicare i seguenti paesi:
- Messico
- Indonesia
- Sud Corea
- Turchia

Il termine è stato inventato dall'economista Jim O’Neill, già inventore dell'acronimo BRIC e sta ad indicare quattro paesi le cui economie sono estremamente dinamiche e in crescita molto sostenuta tali da far raggiungere livelli di sviluppo economico molto alto e livelli di benessere sviluppati.

## Caratteristiche
L'acronimo MIST fa riferimento a quattro paesi dotati di ampio mercato interno e consistente forza lavoro al punto che fanno tutti parte del gruppo denominato G20 (paesi industrializzati). In particolar modo la Corea del Sud dalla fine della Guerra di Corea ha conosciuto uno sviluppo economico tra i più rapidi della storia, entrando nell'OCSE nel 1997 e eguagliando alcune delle più avanzate economie europee per reddito pro-capite. La Turchia, pur non essendo così sviluppata come la Corea del Sud, è riuscita ad attrarre negli ultimi anni importanti flussi di investimento stranieri, oltre ad essere un'importante destinazione turistica mondiale